# 大日本農会
公益社団法人大日本農会（だいにほんのうかい）は、1881年（明治14年）に設立された日本の農業団体。

## 歴史

### 沿革

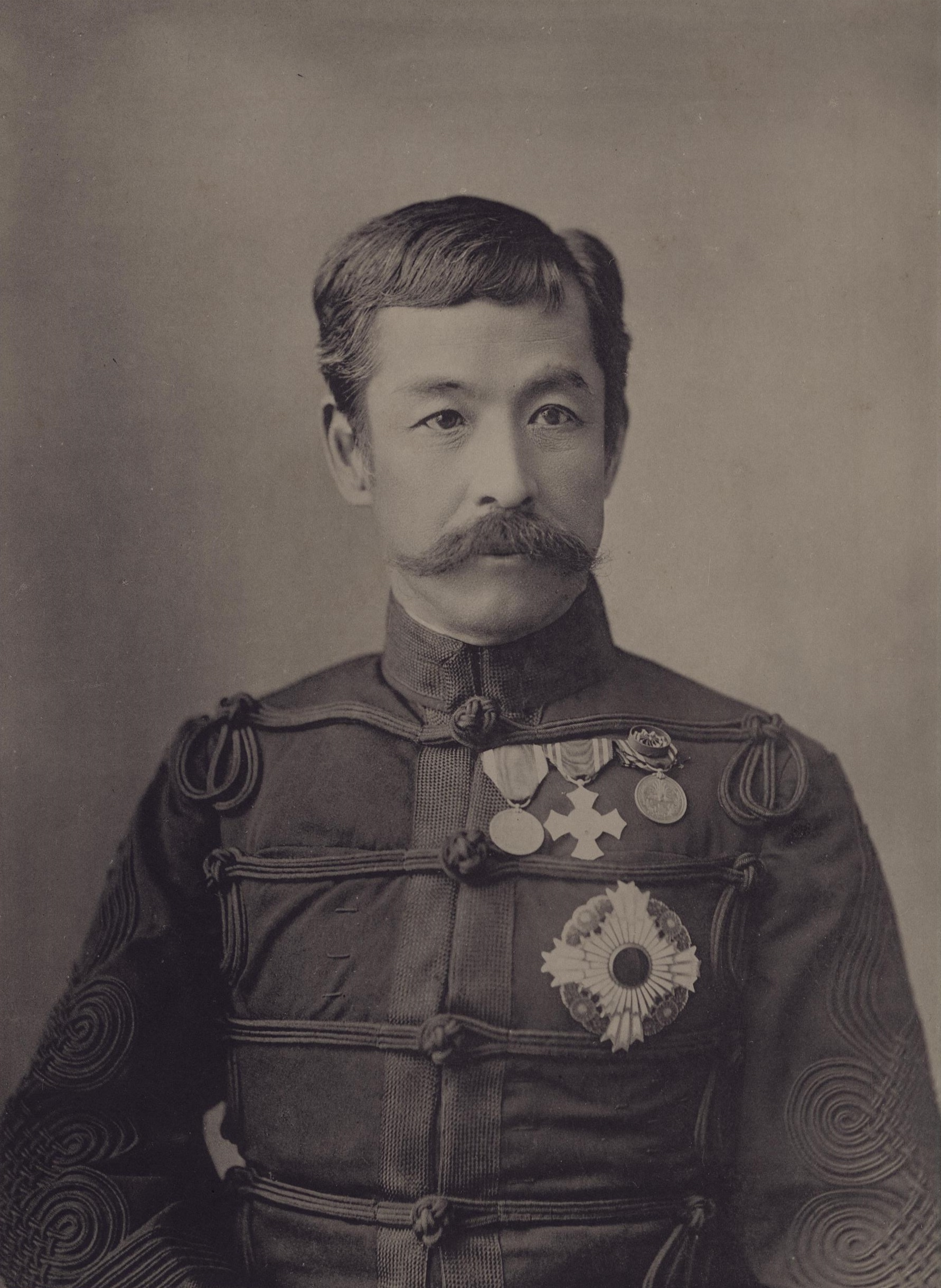
初代会頭の北白川宮能久親王

1881年（明治14年）4月5日、「農業の経験や知識の交換を通じて農事の改良発展を図る」ことを目的に、日本初の全国的な農業団体として創設される。当時の明治新政府は欧米の農業技術を積極的に輸入したが、それに対して日本の伝統農業を重要とする農家は積極的に集会を開き、こうした中からイギリスの王室農会を模範として組織が生まれた。初代会頭には北白川宮能久親王を迎え、以来現在に至るまで会頭には皇族を迎えている。
1916年（大正5年）6月8日、農商務大臣・文部大臣・内務大臣連署による認可を受けて社団法人となる。
2011年（平成23年）4月、創立130年を迎え、同年7月1日に内閣府より公益社団法人の認定を受けた。

### 東京農業大学の経営

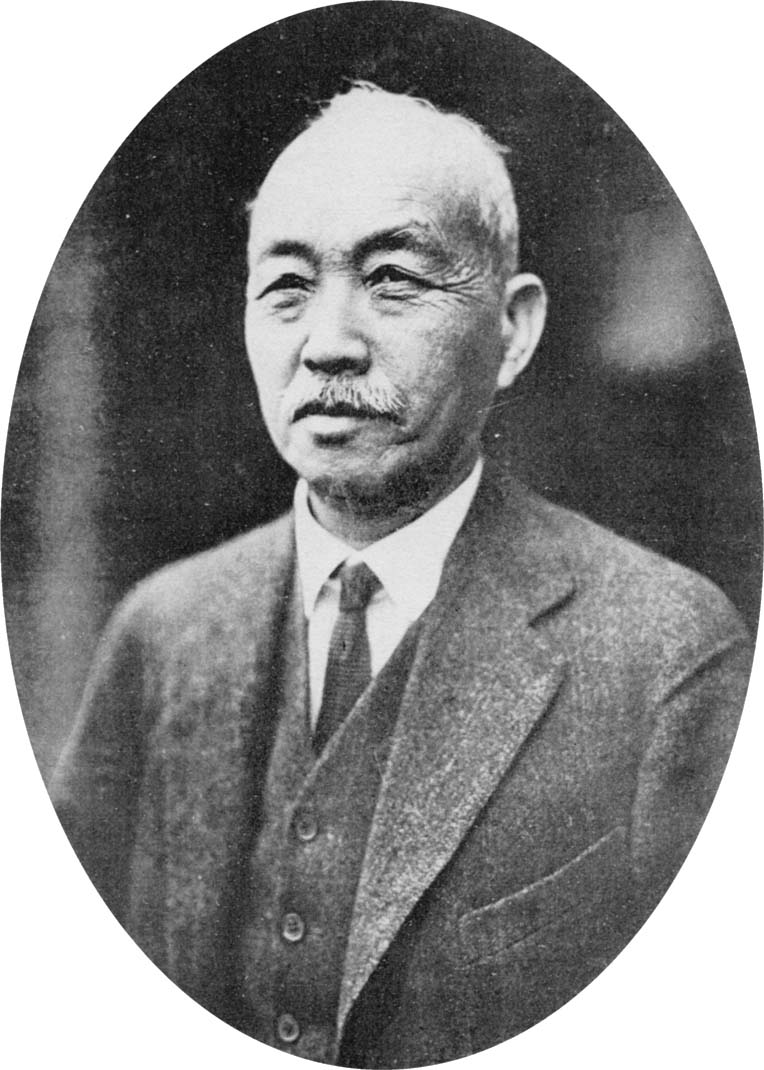
横井時敬

大学令による東京農業大学が設立されるまで、その前身にあたる東京農学校、東京高等農学校、専門学校令による東京農業大学を経営し、横井時敬が責任者として運営に携わった。

## 概要
- 代表者：代表理事会長　吉田岳志
- 主な目的：農業の発展・農村振興など
- 沿革：
  - 1881年（明治14年）　発足
  - 1895年（明治28年）　前田正名が幹事長を辞職、全国農事会（帝国農会の前身）を分離
  - 1897年（明治30年）　付属機関として東京高等農学校（現：東京農業大学）の経営を徳川育英会から移管
  - 1916年（大正5年）　社団法人設立
  - 2011年（平成23年）　公益社団法人へ移行

## 歴代総裁
1. 北白川宮能久親王（明治14年5月 - 明治28年12月） : 陸軍中将
2. 小松宮彰仁親王（明治28年12月 - 明治36年2月） : 陸軍大将
3. 伏見宮貞愛親王（明治37年2月 - 大正6年6月） : 陸軍大将、内大臣府
4. 梨本宮守正王（大正6年7月 - 昭和26年1月） : 陸軍大将
5. 高松宮宣仁親王（昭和29年9月 - 昭和61年11月） : 海軍大佐
6. 桂宮宜仁親王（昭和61年12月 -　平成26年6月）（1986年（昭和61年）12月 - 1988年（昭和63年）10月までは三笠宮宜仁親王）
7. 秋篠宮文仁親王（平成26年10月 -）